# Cataglyphis gaetulus
Cataglyphis gaetulus é uma espécie de inseto do gênero Cataglyphis, pertencente à família Formicidae.